# باب بکلاند
باب بکلاند (انگلیسی: Bob Backlund؛ زادهٔ ۱۴ اوت ۱۹۴۹) کشتی‌گیر کشتی حرفه‌ای، هنرپیشه، و کشتی‌گیر اهل ایالات متحده آمریکا است.
وی همچنین برندهٔ جوایزی همچون تالار شهرت دبلیو دبلیو ای شده‌است.